# Aardbeifeesten
De Aardbeifeesten is een jaarlijks evenement in het Belgische Melsele dat door het plaatselijke Aardbeicomité georganiseerd wordt.

## Geschiedenis
In 1954 vonden de Aardbeifeesten hun oorsprong, toen pastoor Ivens de aardbeiteelt in Melsele wilde propageren. Hij deed dat met een tentoonstelling van aardbeien en een stoet die besloten werd met een offer van aardbeien op Gaverland waarbij elke kweker een kistje aardbeien offerde. De stoet vond echter maar 3 maal plaats door de hoge kosten.
In 1963 sloegen fanfare De Kunstliefde, turnkring Jong Waasland (nu Gym Waasland) en voetbalclub Svelta Melsele de handen ineen om de Aardbeifeesten te houden in een tent op het kerkplein. Er werd vanaf toen jaarlijks een "Aardbeiprinses" gekozen. Deze missverkiezing is de oudste van het land.
Vanaf 1981 was er elk jaar een tentoonstelling van aardbeien en groenten in een decor van bloemen en planten. De feesten zelf werden aangepast en zo bleven de Aardbeifeesten bestaan om de aardbei nog meer in het daglicht te stellen.
In 1985 bezocht koningin Fabiola een aantal Melseelse aardbeikwekers.
Na de feesten van 1988 haakte Svelta Melsele af als medeorganisator. De andere verenigingen besloten verder te gaan. Er kwam een nieuw bestuur dat de feesten op een moderne manier organiseerde. 
De Aardbeifeesten van 2007 werden georganiseerd van 16 mei tot 21 mei. Op deze 45ste Aardbeifeesten vonden de 16de Aardbeirun en de 5de Aardbeiquiz plaats. Onder andere Will Tura kwam zingen, in het vijftigste jaar van zijn carrière. Ook Marijn Devalck en Paul Michiels waren aanwezig, en de Duitse schlagerzanger Dennie Christian.
Vanaf 2016 is het bestuur volledig vernieuwd. Fanfare De Kunstliefde heeft zich teruggetrokken uit de organisatie en is het bestuur volledig vernieuwd. Er zijn bestuursleden toegetreden die los staan van de turnkring.

## Erelijst van Aardbeiprinses
| - 1963: Acordina Buys - 1964: Nelly Beke - 1965: Denise Van Bruystegem - 1966: Jonna Zander - 1967: Christi Asselberg - 1968: Suzy Nieuwejaers - 1969: Annemarie Haelters - 1970: Kristine Van de Leest - 1971: Annemie Uyttersprot - 1972: Christiane Cuyvers - 1973: Rita Verschaeren - 1974: Lieve Vandersloten - 1975: Gerda Van Looy - 1976: Linda De Meester - 1977: Lieve Van der Aa - 1978: Christel Weemaes - 1979: Carla Thijs - 1980: Chris Smet | - 1981: Diane Janssens - 1982: Françoise Sloezen - 1983: Nadine Bastiaens - 1984: Chantal Jans - 1985: Ann Moortgat - 1986: Nadia Van Puymbrouck - 1987: Peggy De Greef - 1988: Christa De Rijck - 1989: Marleen De Bock - 1990: Annick Caers - 1991: Nancy Jehin - 1992: Marie-Rose Morel - 1993: Veerle Olieslagers - 1994: Petra Nuyts - 1995: Christa Janssens - 1996: Katrien Van der Auwera - 1997: Chantal Pauwels - 1998: Heidi Cloetens | - 1999: Kitty Vanderauwera - 2000: Sandra Kindermans - 2001: Heidi Sas - 2002: Sabina Claes - 2003: An Caers - 2004: Christel Mertens - 2005: Ellen Willems - 2006: Sweta Meersman - 2007: Stephanie Meynendonckx - 2008: Inge Claeys - 2009: Goele Govaerts - 2010: Elise Balliauw - 2011: Charlotte Piessens - 2012: Claudia Raes - 2013: Sara Dewil - 2014: Rani Van den Acker - 2015: Marijke Cantens - 2016: Kim Van Raemdonck | - 2017: Tjörven Van Wauwe - 2018: Nimfa Bogaert - 2019: Hanne Peirsman - 2020: Caro Smet - 2021: Amber Van Moer - 2022: Charlotte Janssens - 2023: Silke Weckseler |